# João Bettencourt
João Bettencourt Brito, (Lisboa, 31 de agosto de 2001) é um ator português.

## Biografia
João Bettencourt Brito, nasceu em Lisboa, no dia 31 de agosto de 2001.
O seu primeiro trabalho como ator, foi em 2013, no filme As Ondas de Abril. Realizou um curso de Televisão, Teatro e Cinema, na Academia do Mundo das Artes de Lisboa. Após a conclusão do curso, fez alguma figurações em telenovelas e, mais tarde reforçou as novelas da TVI - Prisioneira e Na Corda Bamba, em 2019, com participações especiais. Entrou na agência Blast, onde surgiu o convite para realizar um anúncio para a Garnier, posteriormente mudou-se para a agência Klip Agency, onde fez um casting para uma publicidade da Telepizza.
Em 2021, entrou na novela da SIC, Amor Amor, este foi o primeiro projeto do ator num elenco principal. Desde então tem ingressado em várias séries e telenovelas como, Quero É Viver (TVI), Lúcia, a Guardiã do Segredo (SIC), Papel Principal (SIC) ou Codex 632 (RTP1).
Em 2023, interpretou o seu primeiro protagonista, Ivo Pinto, na série juvenil da SIC Os Eleitos, disponível na plataforma de streaming do canal, OPTO.
Protagonizou o filme Revolução sem Sangue (2024), no âmbito das comemorações dos 50 anos da Revolução de 25 de Abril de 1974.

## Filmografia

### Televisão
| Ano         | Projeto                     | Papel                               | Notas                   | Canal |
| ----------- | --------------------------- | ----------------------------------- | ----------------------- | ----- |
| 2019        | Prisioneira                 | Rapaz                               | Elenco Adicional        | TVI   |
| 2019        | Na Corda Bamba              | João                                | Elenco Adicional        | TVI   |
| 2020        | Quer o Destino              | Amigo                               | Elenco Adicional        | TVI   |
| 2021 - 2022 | Amor Amor                   | Lucas Sousa Ribeiro                 | Elenco Principal        | SIC   |
| 2022        | Três Mulheres               | Francisco Sá Carneiro               | Participação Especial   | RTP1  |
| 2022        | Codex 632                   | Bruno                               | Elenco Principal        | RTP1  |
| 2022 - 2023 | Quero É Viver               | Matias Lobo Andrade                 | Elenco Principal        | TVI   |
| 2023        | Lúcia, a Guardiã do Segredo | Guarda 2                            | Elenco Adicional (OPTO) | SIC   |
| 2023        | Papel Principal             | Frederico «Fred» Nascimento (jovem) | Participação Especial   | SIC   |
| 2023 - 2024 | Flor sem Tempo              | Gonçalo Formiga                     | Elenco Principal        | SIC   |
| 2023 - 2024 | Os Eleitos                  | Ivo Pinto                           | Protagonista            | SIC   |
| 2025        | O Clube (6.ª temporada)     | Baltazar                            | Elenco Principal (OPTO) | SIC   |
| 2025        | O Clube (7.ª temporada)     | Baltazar                            | Elenco Principal (OPTO) | SIC   |
| 2025        | A Protegida                 | Gonçalo Azevedo                     | Elenco Principal        | TVI   |

### Cinema
| Ano  | Filme                | Papel | Notas                    |
| ---- | -------------------- | ----- | ------------------------ |
| 2013 | As Ondas de Abril    | PIDE  | Filme de Lionel Baier    |
| 2024 | Revolução sem Sangue | Tomás | Filme de Rui Pedro Sousa |

### Teatro
| Ano  | Peça                 | Papel          | Notas              |
| ---- | -------------------- | -------------- | ------------------ |
| 2022 | Diário de Anne Frank | Peter Van Daan | Teatro da Trindade |